# Edward Hawkins
Le révérend Edward Hawkins (1789-1882) est un ecclésiastique britannique, docteur en théologie, qui fut longtemps provost (administrateur principal) de l'Oriel College à l'Université d'Oxford. Il est notamment connu pour son opposition au mouvement d'Oxford.

## Biographie
Il est né à Bath, dans le Somerset, le 27 février 1789. Il était l'aîné des enfants d'Edward Hawkins, qui fut successivement vicaire de Bisley dans le Gloucestershire, puis recteur à Kelston, dans le Somerset. Il a deux frères :Caesar Henry Hawkins et Francis Hawkins.
Après avoir passé quatre années dans une école à Elmore dans le Gloucestershire, Edward fut envoyé en février 1801 à l'École des Tailleurs Marchands (en). Son père meurt en 1806, laissant une veuve et dix enfants, dont Edward comme un de ces exécuteurs testamentaires. En juin 1807, il reçoit une récompense financière particulière pour ses mérites (Andrew Exhibition) au St John's College de l'Université d'Oxford. En 1811, il est diplômé du baccalauréat, avec doubles palmes (M.A. 1814, B.D. and D.D. 1828). En 1812, il devient tuteur de son collége, et en 1813 il est nommé fellow d'Oriel.

## Carrière universitaire
Comme prévôt d'Oriel, il n'était pas à l'aise avec les étudiants, et il était jaloux de son autorité dans toutes ses relations. En 1831, les trois tuteurs, John Henry Newman, Richard Hurrell Froude et Robert Wilberforce, souhaitaient faire quelques changements dans le système de tutorat, mais Hawkins s'y oppose, et les trois tuteurs démissionnent. Il fait des efforts pour prendre leur place en faisant les cours de morale lui-même et prend le Dr R. D. Hampden (suite l'évêque d'Hereford) pour l'aider. Mais le collège ne semble avoir jamais vraiment récupéré leur perte. En tant que membre de l'ancien conseil hebdomadaire, dissous en 1854, Hawkins exerce une influence plus large dans l'université.
Hawkins a d'abord été un réformateur, mais plus tard a résisté à tout changement. Il prit le parti d'Hampden, au moment de sa nomination à la chaire Regius de la Divinité (en), en 1836, et s'oppose au mouvement Tractarien. Lorsque, en février 1841, les chefs des maisons proposent une sentence de condamnation sur la parcelle 90, pour devenir célèbre, Dr Hawkins a été mandaté pour élaborer le document, et pour plusieurs années de sa vie fut aigri par la lutte avec les Tractariens.